# ラブバード (映画)
『ラブバード』（原題:The Lovebirds）は2020年に配信されたアメリカ合衆国のコメディ映画である。監督はマイケル・ショウォルター、主演はクメイル・ナンジアニとイッサ・レイが務めた。

## 概略
ジブランとレイラニは破局寸前のカップルだった。そんなある日、2人が自動車に乗っていると、警官を名乗る男から犯人逮捕への協力を求められた。2人は快くそれに応じたが、男は容疑者とされる男性をひき殺した後、平然とその場から去って行った。ここに至り、2人は男が警察官ではない可能性を疑い始めたが、運の悪いことに、通行人に殺人犯と勘違いされてしまった。レイラニは必死で弁明しようとしたが、パニックになったジブランは彼女を連れてその場から逃走した。その結果、2人は殺人犯として警察から追われる身となった。
ジブランが落ち着きを取り戻した後、2人は近くのダイナーに立ち寄った。話し合いの末、2人は真犯人を捕まえることで自分たちの無実を証明することにした。

## キャスト
- クメイル・ナンジアニ - ジブラン
- イッサ・レイ - レイラニ
- アンナ・キャンプ - エディ
- ポール・スパークス - 口髭を生やした男
- ベッツィー・ボレゴ - レヤ
- カイル・ボーンハイマー - ブレット
- ケリー・マータフ - イヴォンヌ
- モーゼス・ストーム - スティーヴ
- バリー・ロスバート - ミスター・ヒップスター
- アーロン・エイブラムス - 救急隊員

## 製作・マーケティング
2019年1月17日、マイケル・ショウォルター監督の新作映画にクメイル・ナンジアニとイッサ・レイが起用されたと報じられた。28日、アンナ・キャンプがキャスト入りした。同月、本作の主要撮影が始まった。10月23日、マイケル・アンドリュースが本作で使用される楽曲を手掛けるとの報道があった。2020年1月6日、本作のオフィシャル・トレイラーが公開された。

## 公開
本作は2020年3月14日にサウス・バイ・サウスウェストでプレミア上映される予定だったが、アメリカで新型コロナウイルスの感染が拡大したため、映画祭自体が取りやめとなった。
当初、本作の全米公開日は2020年3月6日に設定されていたが、後に同年4月3日に延期された。しかし、新型コロナウイルスの流行が拡大の一途を辿ったため、配給元のパラマウント映画は本作を公開スケジュールから引き上げた。3月20日、パラマウント映画が本作の権利をNetflixに売却したとの報道があった。

## 評価
本作は批評家から好意的に評価されている。映画批評集積サイトのRotten Tomatoesには126件のレビューがあり、批評家支持率は67%、平均点は10点満点で6.02点となっている。サイト側による批評家の見解の要約は「『ラブバード』は軽い作品だが、楽しめる作品には仕上がっている。同作の全体の出来映えは個々のシーンの出来映えの総和より若干下回るが、そうであったとしても、相性の良い人気俳優たちの競演の場としては上々である。」となっている。また、Metacriticには33件のレビューがあり、加重平均値は58/100となっている。